# جو پس
جو پَس (به انگلیسی: Joe Pass) (زادهٔ ۱۳ ژانویهٔ ۱۹۲۹-درگذشتهٔ ۲۳ می ۱۹۹۴) گیتاریست سبک جَز ایتالیایی-آمریکایی بود.
معمولاً از پَس به‌عنوان یکی از بزرگ‌ترین نوازندگان گیتار جَز قرن بیستم یاد می‌شود. استفادهٔ گسترده از واکینگ بیس‌لاین، کنترپوان‌های ملودیک طی بداهه‌نوازی، استفاده از تکنیک نواختن هم‌زمان آکورد و ملودی و دانش ممتاز او در مقولهٔ آکوردهای معکوس و توالی آکوردها، امکانات تازه‌ای را در نوازندگی گیتار جَز پدید آورد و تأثیر زیادی بر نوازندگان پس از او گذاشت.
پَس از خانواده‌ای می‌آمد که هیچ‌کدام از اعضایش در زمینهٔ موسیقی فعالیت نمی‌کردند. عامل روی‌آوردن او به گیتار، الهام از یک هنرپیشهٔ فیلم‌های وسترن به‌نام جن آوتری و نقش او به‌عنوان یک «کابوی گیتار به‌دست» بود. اولین ساز پَس یک گیتار ۱۷ دلاری با مارک هارمونی بود که در جشن تولد ۹ سالگی‌اش هدیه گرفت.
جو پَس در مسیر زندگی حرفه‌ی‌اش آغاز مناسبی نداشت. پیش از آنکه از دبیرستان فارغ‌اتحصیل شود در چند گروه سوینگ (از جمله بند تونی پاستور) می‌نواخت و در سال ۱۹۴۷ هم در یک دوره با چارلی بارنت ساز زد. اما پس از پایان دوران خدمت سربازی، به مواد مخدر معتاد روی آورد و به‌این شکل تقریباً یک دهه از عمرش تلف شد.
او پس از آن‌که ۲ سال و نیم در مرکز ترک اعتیاد Synanon کالیفرنیا تحت درمان قرار گرفت موفق شد اعتیادش را ترک کند. در سال ۱۹۶۱ اولین آلبوم پَس با عنوان Sounds of Synanon منتشر شد. این آلبوم زمانی ضبط شد که او هنوز تحت درمان بود. از نکات قابل توجه این آلبوم، استفادهٔ پَس از یک گیتار الکتریک سولید بادی برای اجرای قطعه‌ها بود در حالی که او در آن زمان از خودش سازی نداشت. برخی قطعه‌های این آلبوم همچون «Projections» و «Hang Tough» از بی‌نقص‌ترین اجراهای او هستند که در دوران نوازندگی‌اش ضبط شده‌اند. طی دههٔ ۱۹۶۰ میلادی، پَس یک مجموعه آلبوم با لیبل پاسیفیک رکوردز ضبط و منتشر کرد که دربرگیرندهٔ برخی از آثار قابل توجه او مانند «منو بگیر»، «برای جنگو»، «گیتار ۱۲ سیم» و «سادگی» بودند. او در این دوره در ضبط آثار برخی دیگر از هنرمندان پاسیفیک رکوردز هم مشارکت کرد، افرادی مانند جرالد ویلسون، باد شنک و لس مک‌کن. در سال ۱۹۶۳، پَس «جایزهٔ ستارهٔ جدید» مجلهٔ داون بیت را دریافت کرد. در آن سال‌ها علاوه بر ساخت و ضبط آثار خودش، موسیقی‌دانانی هم‌چون لوئیس بلسان، فرانک سیناترا، سارا وان، جو ویلیامز، دلا ریس و جانی ماتیس را در اجراهای‌شان همراهی کرد و در چند شوی تلویزیونی هم ظاهر شد. در سال‌های آغازین دههٔ ۱۹۷۰، پَس به همراه هرب الیس در یک جَز کلاب در لس‌آنجلس ساز می‌زدند. این همکاری به ضبط آلبومی منتهی شد که یکی از اولین آثار منتشر شده تحت لیبل نوظهور کنکورد بود. در این آلبوم که Jazz/Concord ‏(#CJS-1) نام داشت، ری براون باس می‌نواخت و جیک هِنا درامر بود. در همان دوره پَس در نگارش مجموعه‌ای از کتاب‌های موسیقی از جمله کتاب آموزشی «Joe Pass Guitar Style» (نوشتهٔ بیل ترشر) مشارکت کرد که یکی از تألیفات برجسته در زمینهٔ بداهه‌نوازی گیتار جَز برای هنرجویان به‌شمار می‌آید.
از سال ۱۹۷۳ همکاریش با شرکت پابلو رکوردز را آغاز کرد که تا اواخر دههٔ ۱۹۸۰ ادامه داشت. اولین آلبوم پَس که با لیبل پابلو رکوردز منتشر شد Virtuoso نام داشت که به گفتهٔ آل‌میوزیک آلبومی بود که باعث شهرت او شد. در سال ۱۹۷۴ به همراه اسکار پترسون و نیلز-هنینگ آرستد پیدرسن آلبوم The Trio را ضبط و منتشر کردند که جایزهٔ گرَمی «بهترین اجرای جَز گروهی» را در سال ۱۹۷۵ دریافت کرد. در دهه‌های ۱۹۷۰ و ۸۰ میلادی، پَس ۶ آلبوم مشترک با خوانندهٔ پُرآوازهٔ جَز الا فیتزجرالد ضبط و منتشر کرد. این آلبوم‌ها-که همگی با لیبل پابلو رکوردز منتشر شدند-متعلق به دوره‌ای هستند که فیتزجرالد سال‌های پایانی فعالیت حرفه‌ای‌اش را می‌گذراند.
جو پَس در سال ۱۹۹۴ در ۶۵ سالگی و بر اثر سرطان کبد در لس‌آنجلس درگذشت.